# Gałęzatka kulista
Gałęzatka kulista (Aegagropila linnaei) – gatunek glonu wielokomórkowego z gromady zielenic przybierającego kształt kuli.  
Występuje w jeziorach Eurazji na obszarze rozciągającym się od Europy Zachodniej po Wyspy Kurylskie. Gałęzatka kulista (jap. marimo) zazwyczaj przybiera kształt intensywnie zielonej kuli, którą tworzą nitkowate plechy, składające się z szeregu drobnych glonów. Wielkość kuli uzależniona jest od wieku i może dochodzić nawet do 20 cm, zwykle jednak nie przekracza 15 cm. Roślina zazwyczaj spoczywa na dnie lekko falując pod wpływem prądów wody. Jednakże przy silnym nasłonecznieniu w wyniku fotosyntezy tworzą się na niej pęcherzyki tlenu. Zdarza się, że pęcherzyków może być na tyle dużo, że mogą unieść roślinę z dna zbiornika, która następnie wieczorem opada na dno. Roślina ceniona przez akwarystów ze względu na swoje małe wymagania oraz walory dekoracyjne jakie daje możliwość rozłożenia jej i przymocowania do kamieni i konarów w akwariach słodkowodnych. 

## Galeria

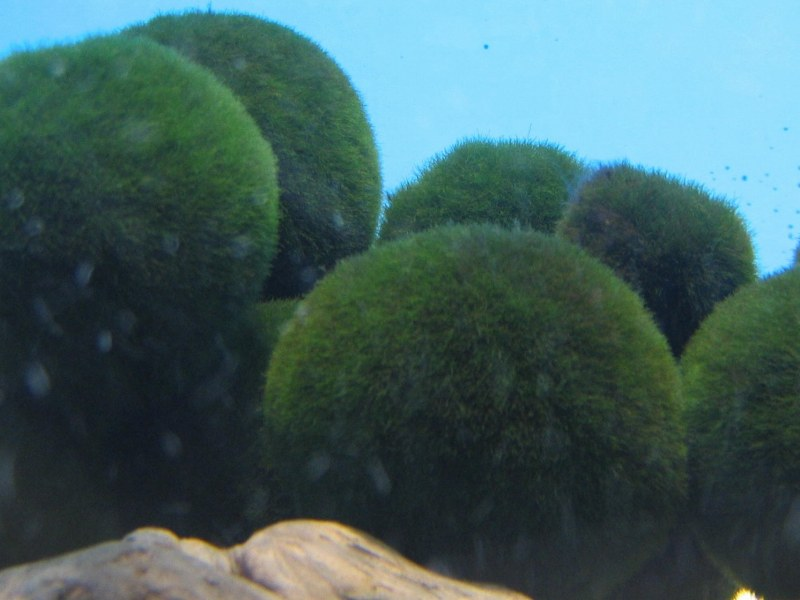
Gałęzatka kulista w jeziorze Akan w Japonii
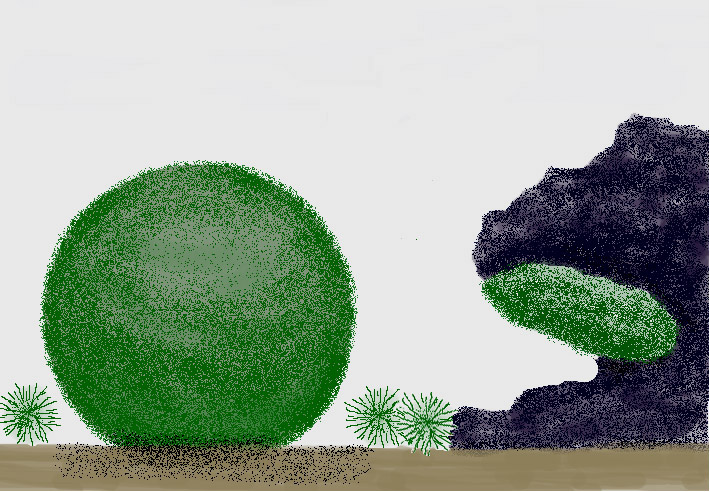
Marimo, trzy formy wzrostu
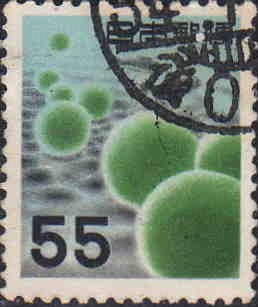
Marimo na japońskim znaczku pocztowym (1956)
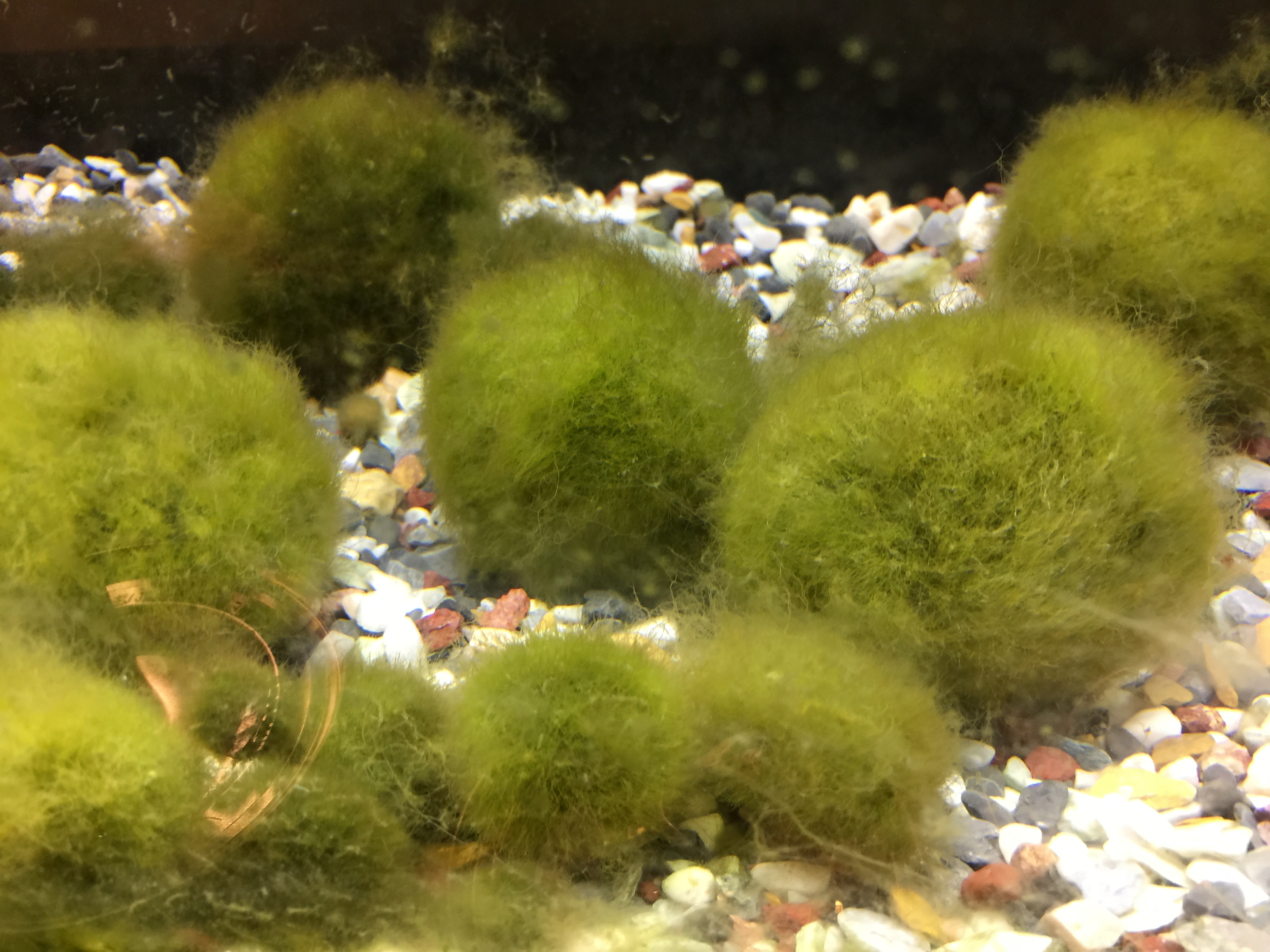
Aegagropila linnaei z Hokkaido